# Denis Saurat
Pour les articles homonymes, voir Saurat (homonymie).
Denis Saurat (21 mars 1890 à Toulouse - 7 juin 1958 à Nice dans le quartier de Cimiez) est un auteur et universitaire français.

## Carrière
Il enseigne la littérature à l'université de Bordeaux de 1919 à 1924. Il est nommé directeur de l'Institut français de Londres à cette date. Il est maître de conférences, puis professeur en 1932, de langue et littérature anglaises à la faculté des lettres de Lille, mais constamment détaché au King’s Collège de Londres. Il est révoqué de ses fonctions en 1943 pour ses idées gaullistes et réintégré le 4 octobre 1944. Il prend sa retraite en 1950 à Cimiez, sur les hauteurs de Nice.
il obtient le Prix de l'Académie Française en 1955 pour son œuvre William Blake.

## Intérêt pour l'occultisme
Après-guerre, il s'intéressera au mythe de l'Atlantide. Son livre L'Atlantide et le règne des géants (1954) aura un immense succès.

## Œuvres
Saurat écrivait aussi bien en anglais qu'en français et sur le tard en occitan.
- La pensée de Milton (1920)
- Blake and Milton (1922)
- Milton et le matérialisme chrétien en Angleterre (1928)
- The Three Conventions: Metaphysical Dialogues, Principia Metaphysica, and Commentary (1926)
- Tendances, essais de critique (1928)
- La religion de Victor Hugo (1929)
- La littérature et l'occultisme. Études sur la poésie philosophique moderne (1929)
- Histoire des Religions (1933)
- La fin de la peur (1937)
- Perspectives (1938)
- French War Aims (1940)
- The Christ at Chartres (1940)
- The Spirit of France (1940)
- Regeneration, with a Letter from General de Gaulle (1941)
- Watch Over Africa (1941)
- Death and the Dreamer (1946)
- Modern French Literature, 1870-1940 (1946)
- William Blake Selected Poems (1947)
- Gods of the People (1947)
- La religion ésotérique de Victor Hugo (1948)
- Victor Hugo et les dieux du peuple (1948) La Littérature et l'occultisme II[2]
- L'expérience de l'au-delà (1951)
- William Blake (1954)
- L'Atlantide et le règne des géants (1954) - Éditions J'ai lu L'Aventure mystérieuse N°A187
- La religion des géants et la civilisation des insectes (1955) - Editions J'ai lu L'Aventure mystérieuse N°A206
- "Encaminament catar", poèmas, Tolosa, Institut d'Estudis Occitans, 1955, 127 pages.